# Kamienica Cywińskich w Chełmnie
Kamienica Cywińskich w Chełmnie – dom znajdujący się przy ul. Rycerskiej 2, na działce narożnej z Rynkiem. 
Kamienica została zbudowana w drugiej połowie XIII w., co czyni ją jednym z najstarszych zachowanych budynków świeckich w Chełmnie. Z tego czasu zachowały się gotyckie ściany obwodowe. W XIV w. dobudowano od wschodu oficyny. W 1570 r. została przebudowana z fundacji Melchiora Cywińskiego w stylu renesansowym. Z przebudowy tej pochodzą fragmenty wystroju rzeźbiarskiego, wmurowane w fasadę, pochodzące przypuszczalnie z dwóch portali: trójkątny naczółek ze sceną Zwiastowania, napisem fundacyjnym Melchiora Cywińskiego i dwoma herbami (z których jeden to Puchała), półkolisty tympanon ze sceną Pokłonu Trzech Króli i dwa maszkarony, wmurowane obecnie po bokach wejścia. We wnętrzu zachowały się drewniane renesansowe stropy z profilowanymi belkami. Na początku XIX w. kamienica została przebudowana w stylu klasycystycznym, a w 1889 przekształcono wnętrza.

## Galeria

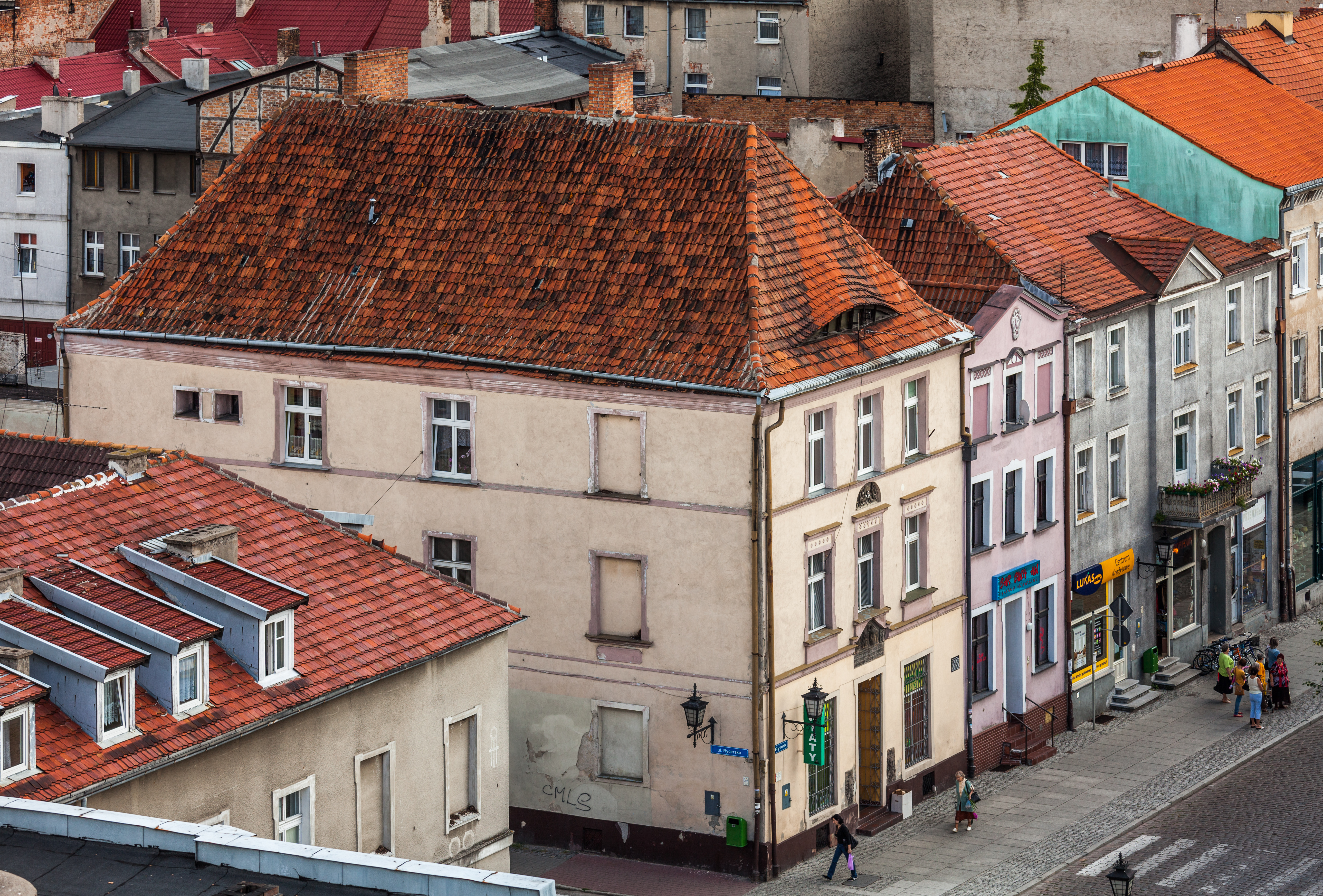
Widok z wieży ciśnień przy ul. Dominikańskiej
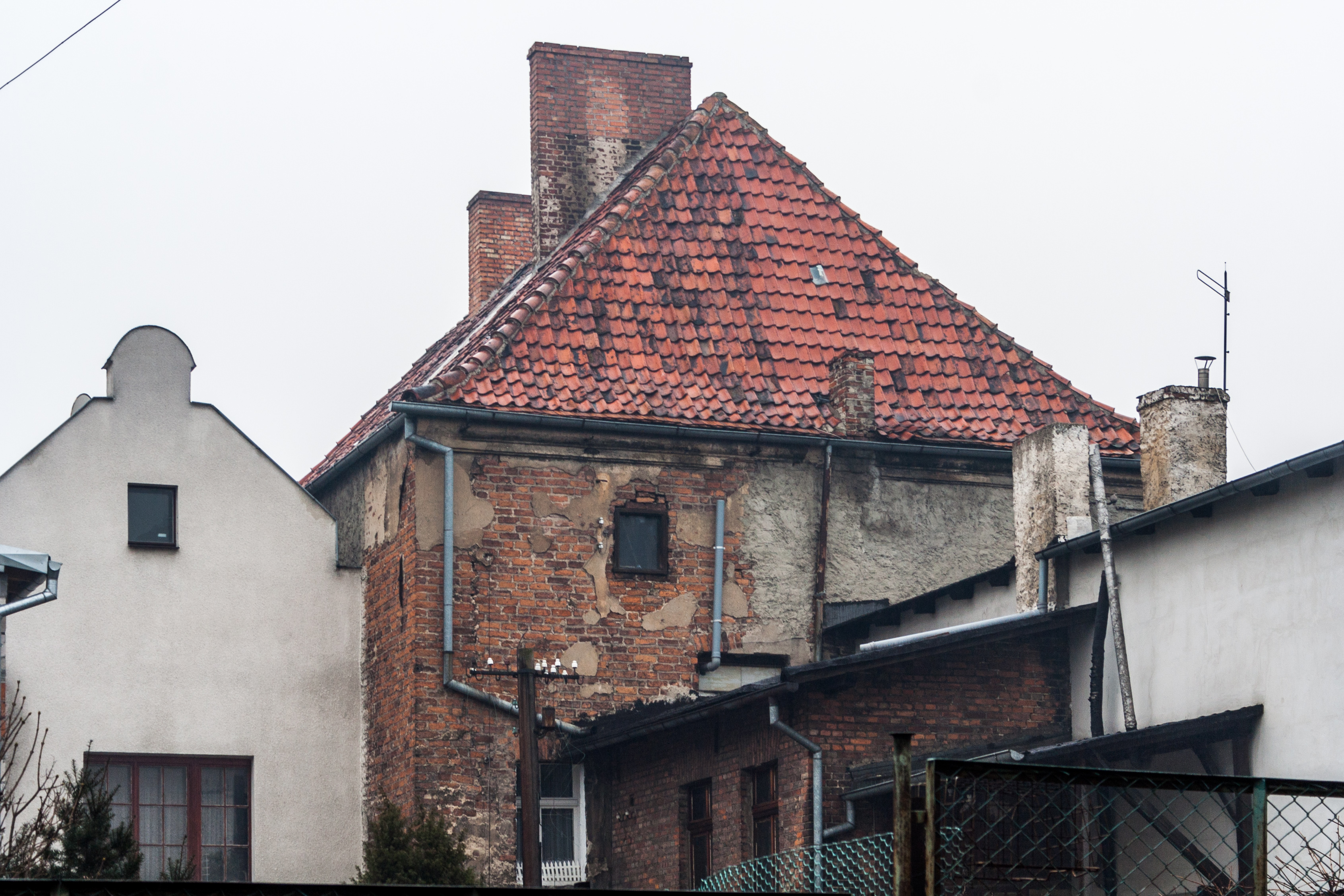
Elewacja tylna - widoczne ceglane lico murowane w wątku wendyjskim
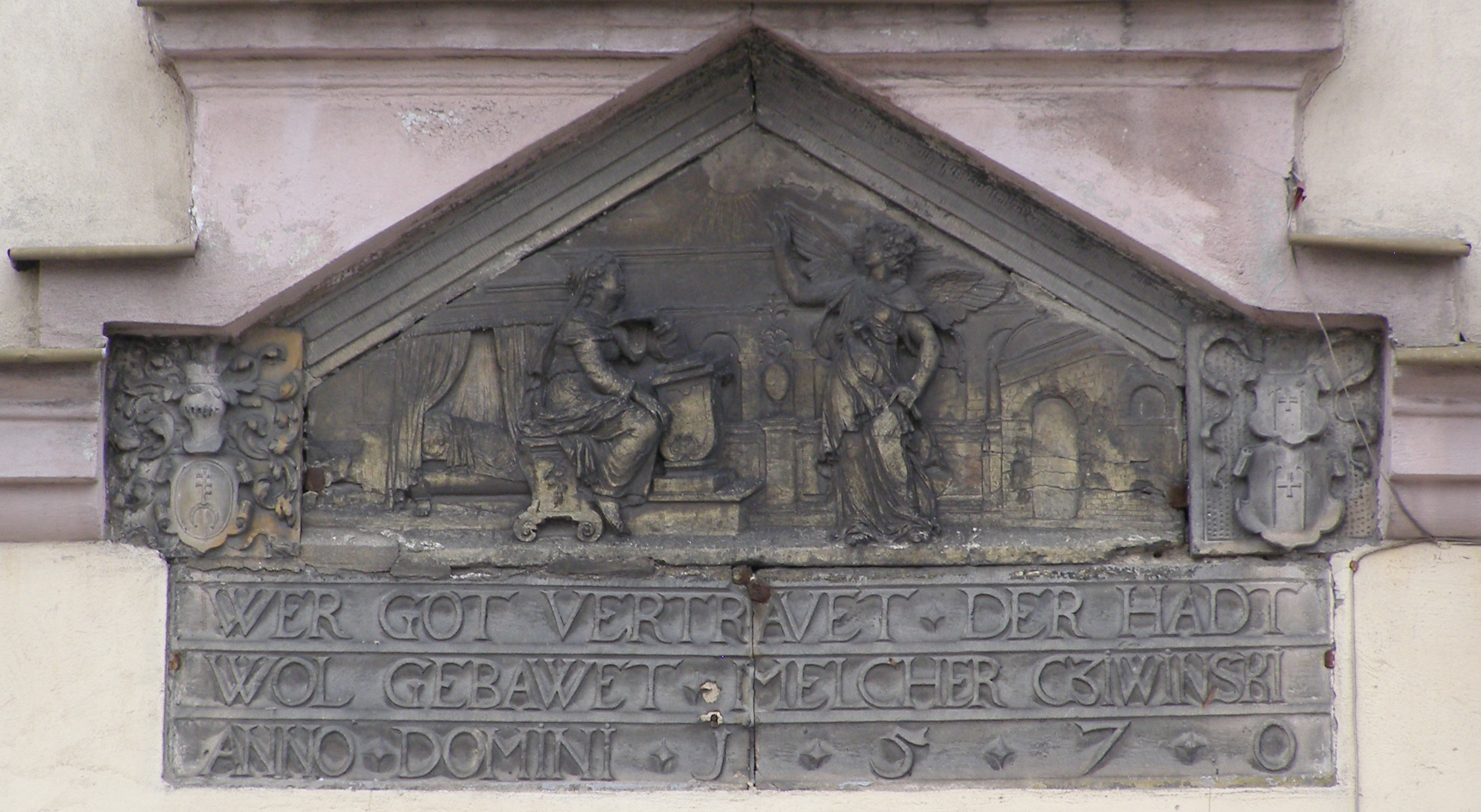
Fragment renesansowego portalu - tympanon ze sceną Zwiastowania i napisem fundacyjnym
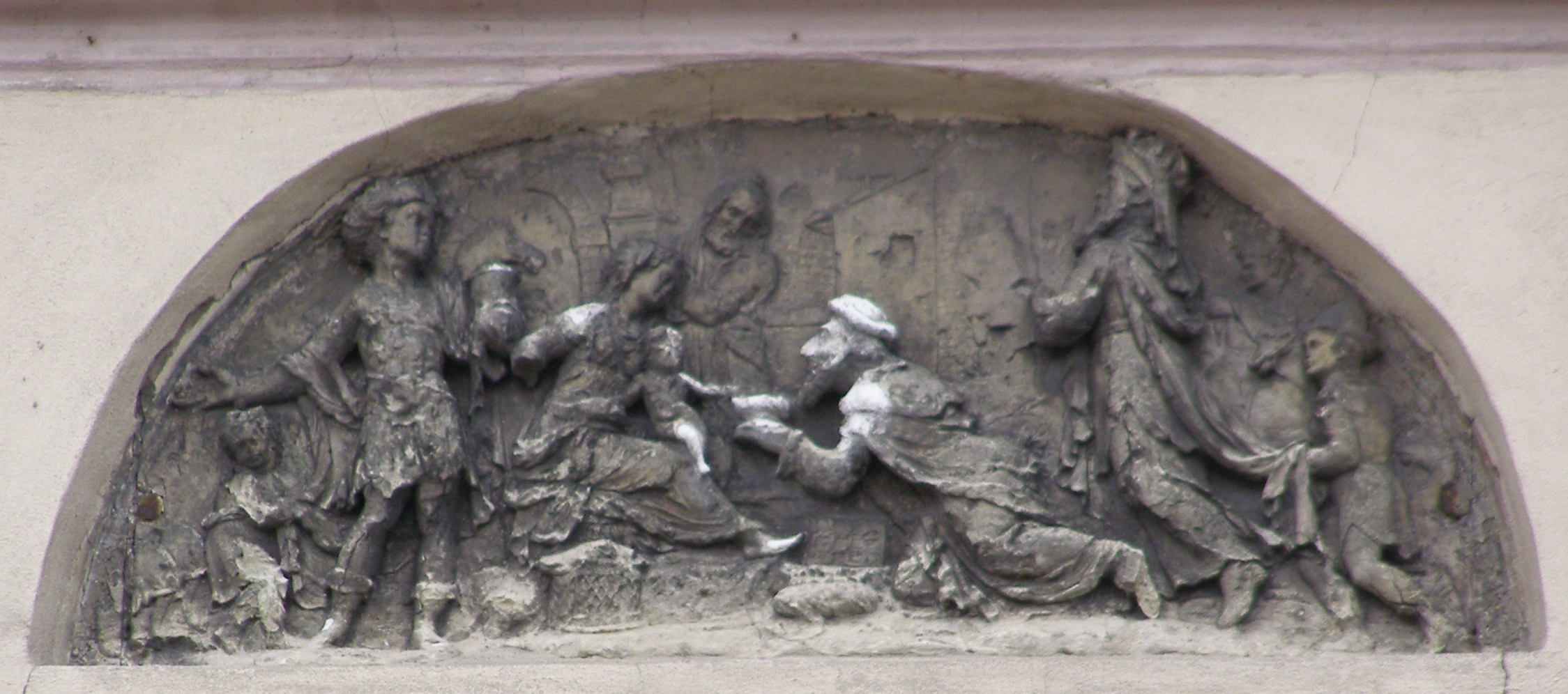
Fragment renesansowego portalu - tympanon ze sceną Pokłonu Trzech Króli
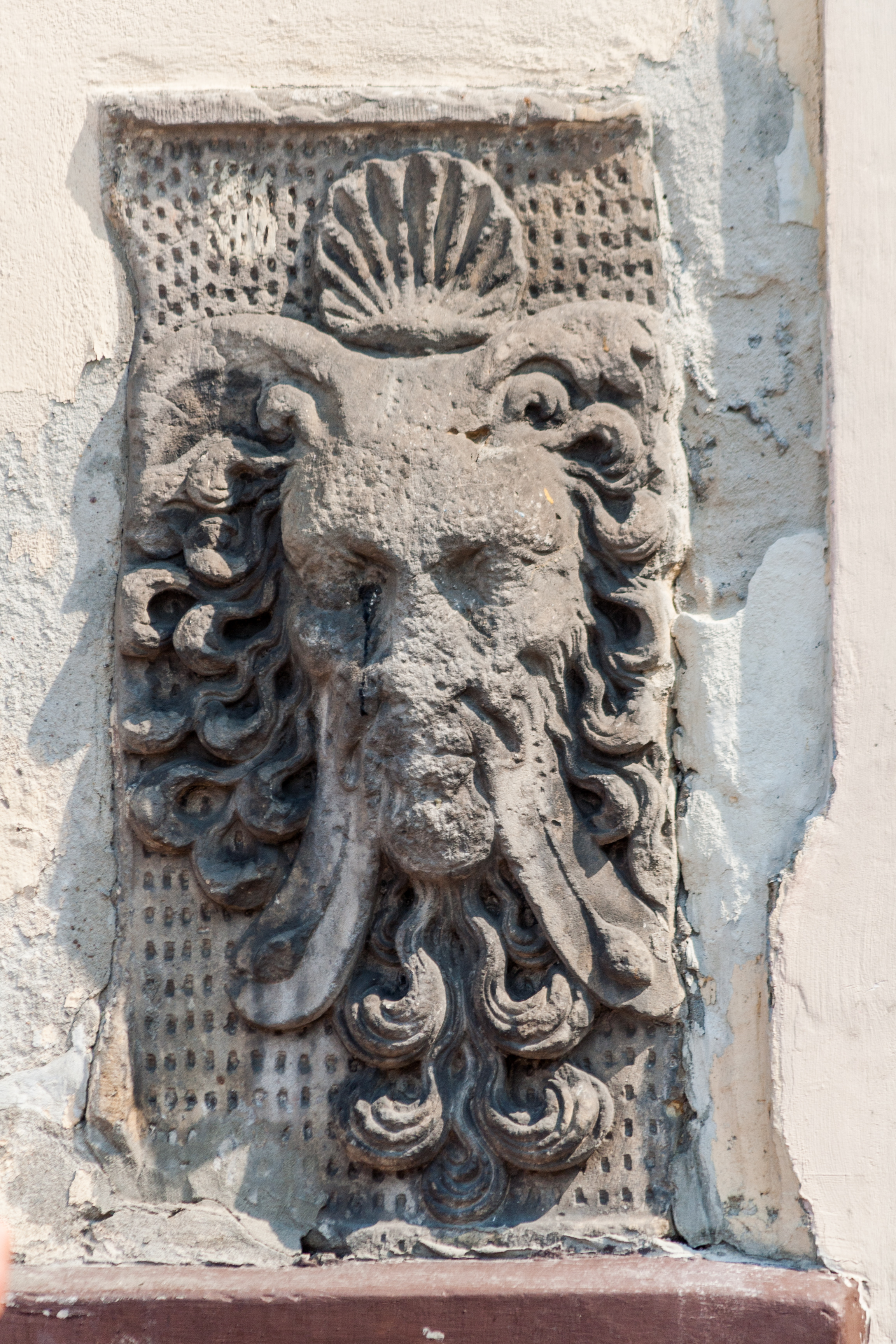
Maszkaron po lewej stronie wejścia
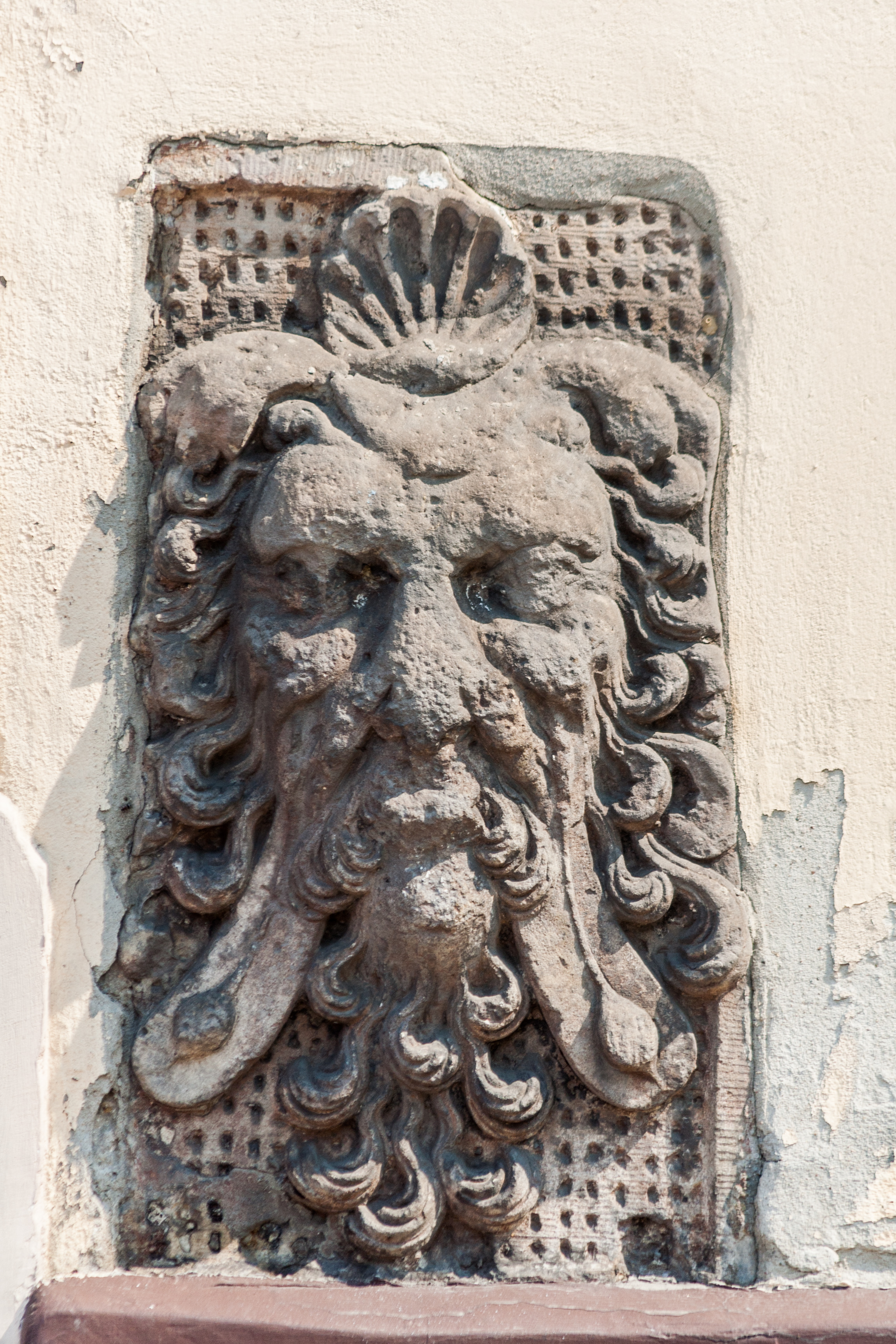
Maszkaron po prawej stronie wejścia